# Urko Otegui
Urko Otegui Esnaola, (nacido el 11 de agosto de 1981, en San Sebastián, Guipúzcoa) fue jugador de baloncesto español hasta agosto de 2021 cuando anunció su retirada, su último equipo fue el Hestia Menorca de LEB Plata. Con 2.04 de estatura, su posición natural en la cancha es la de ala-pívot.

## Trayectoria
Considerado un veterano del basket español, en abril de 2016, logra su quinto ascenso a la ACB, esta vez defendiendo los colores del Palencia Basket, promediando 10.7 puntos, 6.4 rebotes y 2 asistencias. Anteriormente lo había conseguido en tres ocasiones con Menorca (2005, 2010 y 2012) y otra con León (2007). En ACB ha defendido los colores de Valladolid (2000-02), León (2007-08) y Menorca (2008-09, 10-11).
En abril de 2016, tras lograr plaza de ascenso a la Liga ACB con Palencia, el jugador pasaitarra firma hasta fin de curso con RETABet.es GBC para paliar las bajas de Travis Wear y Julen Olaizola.
En la temporada 2018-19 superó el récord de partidos disputados en liga LEB Oro, manteniéndose como el jugador con más encuentros disputados en la historia de la competición (542) hasta ser superado en febrero de 2023 por Dani Rodríguez.